# Trem Bala (programa de televisão)
O Trem Bala foi um programa esportivo brasileiro voltado ao debate sobre clubes de futebol do estado do Ceará. Adaptação do programa de rádio de mesmo nome apresentado por Alan Neto na Rádio O Povo CBN, estreou na televisão em 2011 na TV O Povo após convite ao apresentador, que também assumiu o comando da adaptação. Foi transferido em 2017 para a TV Ceará, onde permaneceu até deixar sua programação, em 2023, retornando no canal do jornal O Povo no YouTube e sendo encerrado após a morte de Alan, em 2024. Assim como no rádio, o esportivo ficou conhecido pelas discussões exaltadas entre os comentaristas, chegando a ser repercutido nacionalmente na Internet.

## História
Em 2003 o jornalista esportivo Alan Neto começou a apresentar o Trem Bala na AM do Povo. O nome surgiu em 2002 dentro do programa que o antecedeu, o Superlativo, e foi usado para nomear seus ouvintes cativos. O programa ficou conhecido pelos bordões de Alan, comentários obrigatoriamente curtos e discussões sobre os clubes de futebol do Ceará. Em 2011, quando integrava o Jangadeiro Esporte Clube na TV Jangadeiro, Alan recebeu um convite do diretor geral da TV O Povo João Dummar Neto para levar o esportivo à emissora com liberdade na escolha da equipe. A versão televisiva do Trem Bala estreou em 14 de março de 2011, ao meio-dia.
Além de repetir o formato do programa no rádio, que consistia em informações e debates sobre os times cearenses, o Trem Bala também recebia convidados em quadros fixos como "Bate-Rebate", "O Dono do Jogo" e "Cadeira Elétrica"; o último, de entrevistas "acaloradas" com personalidades do futebol e da política local, posteriormente minguou devido à recusa de convites pelo receio da repercussão a ser causada. Numa entrevista ao jornal O Povo em 2012, Alan Neto afirmou que a atração chegava a ser sintonizada por 60 mil aparelhos de televisão no horário de sua exibição segundo pesquisa do instituto Ipsos Marplan.
A primeira formação do Trem Bala era composta pelos jornalistas Sérgio Ponte, Fernando Graziani e Emmanuel Macêdo e pelos radialistas Evaristo Nogueira e Moacyr Luiz Dreyer. Posteriormente ingressaram Daniela Nogueira, Ciro Câmara, Bruno Balacó e Renilson Sousa, até que algum tempo depois Ponte, Nogueira e Sousa tornaram-se fixos. Alguns comentaristas receberam "codinomes", como Nogueira, que tornou-se conhecido como "Homem Mau", apelido criado por Ivanilde Rodrigues, esposa de Alan Neto, devido ao estilo rígido de seus comentários, e Dreyer, chamado de "Nariz de Palhaço", por utilizar o acessório enquanto criticava.
Em 13 de maio de 2013 o Trem Bala passou a ser retransmitido simultaneamente pela Rádio Globo O Povo, substituída em novembro pelo retorno da Rádio O Povo CBN (antiga AM do Povo) nos 1 010 kHz de Fortaleza. Em 13 de abril de 2015, através de uma parceria com a TV O Povo, o programa estreou no Esporte Interativo Nordeste, em sinal fechado, na faixa das 15 horas. No mesmo ano, com a substituição do canal pelo EI Maxx 2, o esportivo foi transferido para o Esporte Interativo em sinal aberto digital.
Em 27 de janeiro de 2017 foi exibida a última edição do Trem Bala pela TV O Povo. A suspensão ocorreu devido à uma crise na emissora que alterou sua grade de programação, coberta pela retransmissão da TV Cultura, rede à qual era afiliada. Em 5 de junho o programa retornou ao ar pela TV Ceará, seguindo também com transmissão simultânea na TV O Povo — que deixou de veiculá-lo em dezembro — e na frequência em amplitude modulada da Rádio O Povo CBN. Na TV Ceará, o esportivo também era reprisado à 0h30.
Em março de 2020 o Trem Bala deixou de ser exibido por medidas de prevenção em meio à pandemia de COVID-19, voltando ao ar em agosto. No mês seguinte Renilson Sousa deixou o programa, retornando um ano depois; neste período Osvaldo Azin ingressou na bancada de comentaristas. Em 8 de março de 2021, com o agravamento da crise sanitária, o esportivo começou a ser transmitido de forma remota, via chamada de vídeo, pela saúde de seus integrantes, parte deles pertencentes ao grupo de risco de infecção por COVID. Na mesma época Germana Pinheiro, antes repórter e editora do esportivo, foi alçada à comentarista devido a desfalques pela doença. Ela ganhou a alcunha de "Loira Má" por, durante as discussões, bater de frente com Evaristo Nogueira. A geração em estúdio retornou em 7 de junho.
Na volta depois da paralisação causada pela pandemia o Trem Bala passou a ser transmitido ao vivo pelo canal da TV Ceará no YouTube. Assim, trechos do programa em que os comentaristas discutiam começaram a viralizar na Internet. A repercussão fez o esportivo ser reproduzido nacionalmente através de imitações de Alan Neto e Evaristo Nogueira feitas pelo comediante Magno Navarro no SporTV e reagido por influenciadores digitais da área futebolística, como o streamer Casimiro, além de Nogueira, um dos principais integrantes comentados pelo público, ter sido entrevistado no programa The Noite com Danilo Gentili, no SBT.
Em agosto de 2023 mudanças na gestão de contratos do Grupo de Comunicação O Povo desfalcaram o Trem Bala: o conglomerado passou a exigir exclusividade de seus integrantes, o que fez Evaristo Nogueira e Renilson Sousa encerrarem seus contratos com a Rádio O Povo CBN, enquanto Alan Neto e Sérgio Ponte permaneceram na emissora. Os dois primeiros integraram o novo programa que substituiria o Trem Bala, exibido pela última vez em 25 de agosto, tornando-se comentaristas do TVC Esporte Clube, que passou a ser transmitido no horário do antigo esportivo no dia 30 — já era veiculado nas noites de domingo, continuando nesta faixa horária. Germana Pinheiro também transferiu-se para a nova atração como repórter. Alan e Ponte seguiram na versão radiofônica do Trem Bala. O programa voltou a ter exibição em 18 de setembro pelo canal do O Povo no YouTube e também na Rádio O Povo CBN AM, ao meio-dia. Os comentaristas Jota Lacerda e Liuê Góis passaram a integrar a bancada do esportivo.
Em 3 de abril de 2024 Alan Neto morreu aos 83 anos após complicações por um acidente doméstico sofrido em janeiro. A edição do dia seguinte do Trem Bala foi dedicado a homenageá-lo. O programa do canal no YouTube seguiu sendo apresentado por Lucas Mota até seu encerramento, em 6 de maio de 2024. Liuê Góis assumiu o comando da versão no rádio, que permaneceu no ar até 12 de novembro. Seu encerramento ocorreu em virtude do desligamento da frequência em AM da Rádio O Povo CBN, que seguiu funcionado em FM.